# جي ديتا
جي ديتا بروتوكول بيانات جوجل وهو بروتوكول لكتابة البيانات على الإنترنت وقراءتها صممته الشركة.